# Frizone
Ved begrebet frizone, også initiativzone eller foretagsomhedsområde (engelsk: enterprise zones) forstås et vel afgrænset område i et land, hvor der gælder særlige regler for erhvervsvirksomhed. Som regel er der tale om, at der sker lettelser i forhold til de almindelige lovbestemmelser. Som klassiske eksempler kan nævnes frihavne og toldfrie områder i lufthavne eller det toldfrie salg på både mellem to lande, hvor varesalget er fritaget for told og tilsvarende afgifter (hvilket principielt betyder, at de burde være billigere end uden for sådanne områder).
Frizonerne må ses dels i et politisk, dels i et økonomisk lys. I politisk henseende går de som regel ud på især at stække fagforeningers magt. I økonomisk henseende går de ud på at gøre investeringer og drift billigere end i andre områder. En variation af frizonerne er således regionale erhvervsområder, hvor det offentlige på forhånd har løst fx byplanmæssige spørgsmål og tillige foretaget grundlæggende investeringer i tekniske installationer, hvilket letter etableringsomkostningerne og de praktiske gøremål med ansøgninger til myndighederne for investorer. Mange lande har (eller har haft på et tidspunkt) særlige områder, hvor virksomheder beskattes meget let eller slet ikke, for at fremme udviklingen eller af en anden årsag. Disse er kendt som frie økonomiske zoner eller Frizone eller SEZ.
Politisk og ideologisk fik sådanne frizoner deres begrundelse under Thatcher-regeringen i Storbritannien. Det var således under en tale af Sir Geoffrey Howe ved finanslovens forelæggelse i Parlamentet, at principperne for sådanne områder blev fremlagt:
-ophæv alle nuværende regionalpolitiske støtteordninger;
-opret i stedet nogle afgrænsede områder på ca. 200 ha og fritag disse for al sådan lovgivning, som kan virke erhvervshæmmende så som by- og landzonelovgivning, kommune-, regions- og landsplanlovgivningen, miljø- og arbejdsmiljølovgivningen, arbejdstilsynets bestemmelser samt alle bestemmelser om løn- og arbejdsforhold;
-giv 100% skattemæssige afskrivninger for enhver erhvervsmæssig (bygge)omkostning inden for områderne;
-kald områderne noget, som forbindes med fremdrift så som "foretagsomhedsdistrikt" eller "initiativzone" og benyt lejligheden til at oplyse om tilsvarende områders betydning i Asien (Taiwan, Sydkorea, Hong Kong og Singapore);
-læg sådanne områder i regioner med høj arbejdsløshed (men lad de stedlige myndigheder – herunder fagforeningerne – fastlægge den nøjagtige beliggenhed);
-afvent hvorledes regionale fagforeningsgrupper over for de landsdækkende fagforeninger gennemfører kampen for at få zonerne etableret for at afhjælpe den stedlige arbejdsløshed;
-når dette hundeslagsmål er overstået og frizonerne accepteret udvid da skridt for skridt ordningen til hele landet.
Ideologisk gik denne politik kort sagt ud på at undergrave fagforeningernes opnåede rettigheder og magt. Howe forsøgte at overbevise mere rabiate konservative om, at det var et spørgsmål om tid inden, at Labourstyrede kommuner ville stå i kø for at få udlagt egne frizoner, og derved ville de konservative og liberale have vundet kampen over venstrefløjen.
Mere uideologisk kan princippet om frizoner opfattes som et modstykke til en til tider overhåndtagende kontrol, der på urimelig vis besværliggør nye virksomheders igangsætning og vækst. Det er et økonomisk grundprincip, at investeringer foretages der, hvor den pågældende investor oplever, at hans eller hendes tiltag værdsættes mest (lettest lader sig gennemføre) og har de bedste udsigter til at give et rimeligt afkast. I EU-sammenhæng kan nævnes, at fx Estland ikke beskatter overskud så længe, de ikke udbetales som udbytte, løn til ejeren eller lignende (lovgivningen er netop på dette punkt vandtæt således, at enhver udbetaling uanset betegnelse altid beskattes). Derved har Estland sikret sig, at overskuddet i størst mulig omfang forbliver i landet og bruges til fornyede investeringer. Denne politik i forbindelse med en forholdsvis lav skatteprocent har tiltrukket meget omfattende investeringer af udenlandsk kapital.